# Higashisumiyoshi-ku
Higashisumiyoshi-ku (東住吉区) est l'un des vingt-quatre arrondissements d'Osaka, au Japon.

## Lieux notables
- Parc Nagai
  - Jardin botanique Nagai
  - Stade Nagai
  - Nagai Aid Stadium
  - Nagai Ball Gall Field

## Entreprises
- Sangaria